# Raimondo Fassa

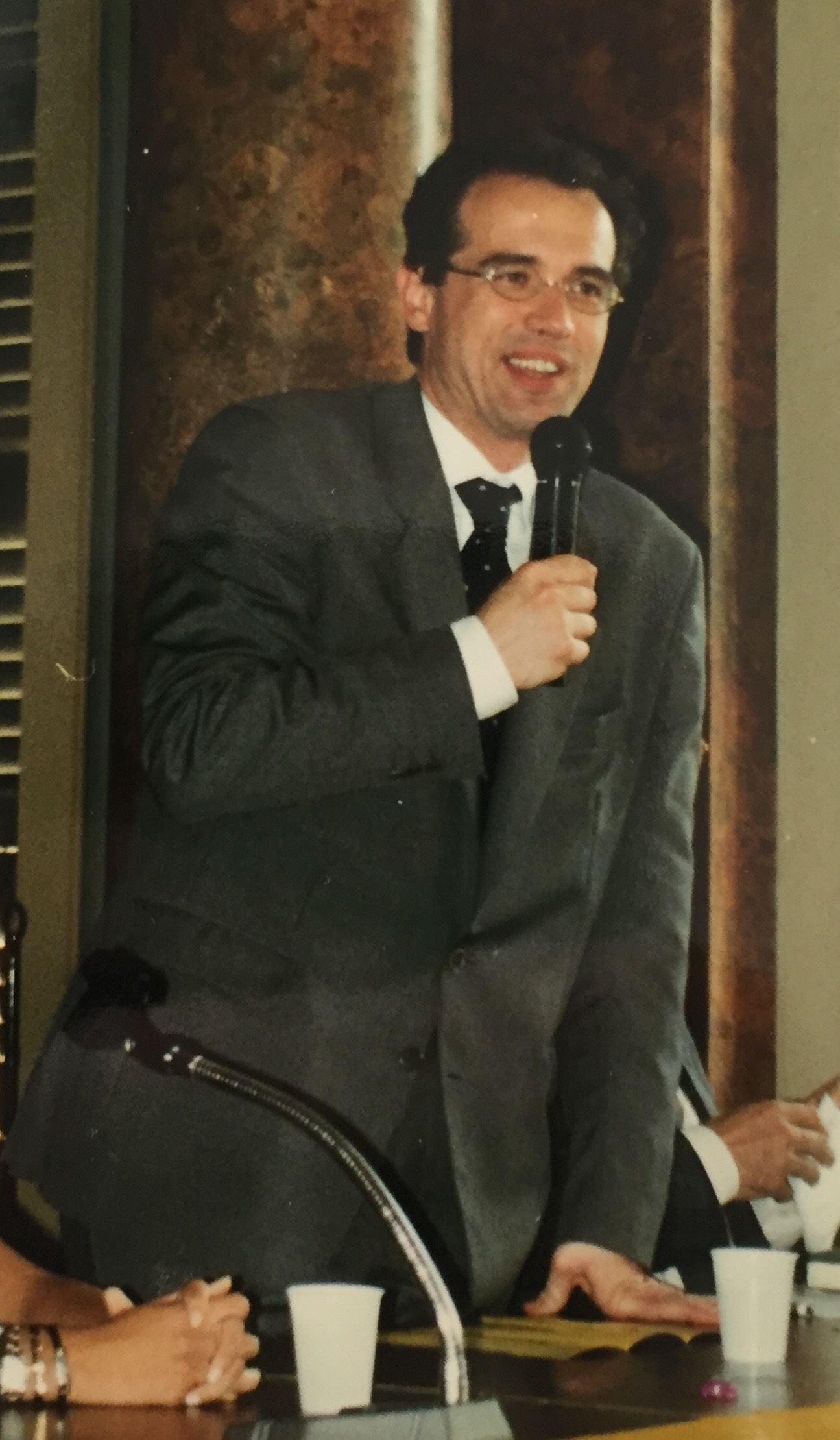
Raimondo Fassa

Raimondo Fassa (nascido a 18 de julho de 1959) é um advogado, professor e político italiano que foi presidente da câmara de Varese entre 1993 e 1997 e membro do Parlamento Europeu entre 1994 e 1999.